# فرانز شولتز
فرانز شولتز (بالإسبانية: Franz Schultz)‏ (20 يوليو 1991 بفالبارايسو في تشيلي - ) هو لاعب كرة قدم تشيلي في مركزي الدفاع والوسط. لعب مع سانتياغو واندررز ونادي أونيفرسيداد دي تشيلي ونادي أوهيجينس.

## وصلات خارجية
- فرانز شولتز على موقع قاعدة بيانات كرة القدم.إي يو (الإنجليزية)
- فرانز شولتز على موقع Soccerway.com (الإنجليزية)
- فرانز شولتز على موقع عالم كرة القدم.نت (الإنجليزية)
- فرانز شولتز على موقع AS.com (الإسبانية)